# Vesna (groupe)
Pour les articles homonymes, voir Vesna (homonymie).
Vesna est un groupe musical tchèque de style folk, formé en 2016. Il représente la Tchéquie au Concours Eurovision de la chanson 2023, à Liverpool au Royaume-Uni, avec la chanson My Sister's Crown.

## Carrière
Le groupe est formé en 2016 par Patricie Fuxová, qui souhaitait former un groupe musical féminin célébrant la féminité et la sororité slave. Les membres sont originaires de Tchéquie, Bulgarie, Russie et de Slovaquie. La chanteuse du groupe, Patricie Fuxová, a rencontré Bára Šůstková, Andrea Šulcová et Tanita Yankovová au conservatoire Jaroslav Ježek de Prague.
En 2018, Andrea Šulcová et Tanita Yankovová quittent le groupe et sont remplacées par Olesya Ochepovská et Markéta Vedralová. Le groupe sort alors son premier album studio, intitulé Pátá bohyně. Leur second album, Anima, sort en 2020.

### 2023: Eurovision
Le 16 janvier 2023, il est annoncé par Česká televize que le groupe faisait partie des cinq candidats annoncé pour participer à ESCZ, qui est la présélection tchèque pour l'Eurovision, avec leur chanson, intitulée My Sister's Crown et interprétée en anglais, tchèque, bulgare et en ukrainien.

Les résultats sont annoncés le 7 février 2023, à l'issue d'une période de vote en ligne ouverte depuis le 30 janvier. Vesna remporte haut la main la présélection, recevant un total de 10 584 votes (3 501 du public tchèque et 7 083 du public international),. Par conséquent, elles représentent la Tchéquie lors du Concours Eurovision de la chanson 2023, à Liverpool au Royaume-Uni.

#### À l'Eurovision
Le groupe participera à la seconde moitié de la première demi-finale, le mardi 9 mai 2023. Elles se qualifient lors de la première demi-finale et participeront à la finale du samedi 13 mai.

## Membres

### Actuelles
- Patricie Fuxová − chant
- Bára Šůstková − chant, violon
- Olesya Ochepovská − clavier
- Markéta Vedralová − batterie
- Tereza Čepková − basse
- Tanita Yankovová − rap, chant

### Ancienne
- Andrea Šulcová − chant, flûte

## Discographie

### Albums
- 2018 – Pátá bohyně
- 2020 − Anima

### Singles
- 2017 – Morana (avec l'Orchestre symphonique national tchèque)
- 2017 – Světlonoš (feat. Terezie Kovalová)
- 2018 – Kytička
- 2018 – Láska z Kateřinic (feat. Vojtech Dyk)
- 2019 – Bílá laň (feat. Věra Martinová)
- 2019 – Nezapomeň
- 2020 – Voda
- 2020 – Downside
- 2020 – Vlčí oči
- 2021 – Vse stoji (Ne dojamem) (avec le Thomas March Collective)
- 2022 – Pomiluj mě
- 2022 – Love Me
- 2022 – Забудь её (Zabud' eё)
- 2023 – My Sister's Crown